# Cioccolata (album)
Cioccolata è un album del cantante italiano Fred Bongusto, pubblicato dall'etichetta discografica Ricordi nel 1987.

## Tracce
1. Cioccolata
2. Innamorato io?
3. Perdonami
4. Vado in bianco
5. Italian Dream
6. Che serata
7. Quasi quasi
8. Il mio cuore è con te
9. Geneviève